# Lukk
Lukk (in arabo ﻟﻚ‎?) era un villaggio nei pressi della città di Barka (attuale Cirenaica).
È ricordata dagli storici musulmani per essere stato il luogo natale di Ibn Maṣāl, che fu nel 1149 vizir fatimide per circa 50 giorni, durante l'Imamato di al-Ẓāfir, e che fu sconfitto e ucciso nella battaglia di Dalāṣ dal rivale al-ʿĀdil b. al-Sallār.